# Valdeci Basílio
Valdeci Basílio', de son nom complet Valdeci Basílio da Silva, est un footballeur brésilien né le 14 juillet 1972. Il était attaquant.